# Thereva plebeja
Thereva plebeja är en tvåvingeart som först beskrevs av Carl von Linné 1758.  Thereva plebeja ingår i släktet Thereva och familjen stilettflugor. Arten är reproducerande i Sverige. Inga underarter finns listade i Catalogue of Life.